# Bomolocha benignalis
Bomolocha benignalis är en fjärilsart som beskrevs av Walker 1859. Bomolocha benignalis ingår i släktet Bomolocha och familjen nattflyn. Inga underarter finns listade i Catalogue of Life.